# Roger García Junyent
Pour les articles homonymes, voir García et Junyent.
Roger García Junyent, dit Roger, est un footballeur espagnol reconverti en entraîneur né le 15 décembre 1976 à Sabadell (Catalogne, Espagne). Il évoluait au poste de milieu de terrain. 

## Biographie
Formé à La Masia, Roger García a joué au FC Barcelone, à l'Espanyol Barcelone et à Villarreal, avant de terminer sa carrière à l'Ajax Amsterdam. 
À noter qu'il est le dernier joueur à avoir porté le mythique numéro 14 à l'Ajax Amsterdam, le club voulant rendre hommage à Johan Cruyff en retirant ce numéro.
Roger García est le seul joueur à avoir marqué trois buts depuis son propre camp :
- 20 octobre 2002, Championnat d'Espagne : RCD Espanyol-Recreativo, but depuis 53 mètres.
- 27 avril 2003, Championnat d'Espagne : RCD Espanyol-Rayo Vallecano, but depuis 51 mètres.
- 3 mars 2004, Coupe de l'UEFA : Villarreal-Galatasaray, but depuis 50 mètres.

Ses frères Genís García Junyent (né en 1975) et Oscar García Junyent (né en 1973) ont également joué au FC Barcelone avant de se reconvertir en entraîneurs. Le seul match où les trois frères sont alignés ensemble est la finale de la Copa Catalunya du 17 juin 1997 perdue face au CE Europa. Seuls les frères Morris et Comamala avaient fait de même auparavant.
Lors de la saison 2010-2011, Roger García est adjoint de Lluís Carreras au CE Sabadell avec qui il obtient la promotion en Deuxième division. Il quitte Sabadell avec Carreras en 2013.
En mai 2016, il devient entraîneur des juniors A du CF Damm ainsi que directeur sportif de ce club formateur.
En novembre 2019, il devient adjoint de son frère Oscar García Junyent au Celta de Vigo (Première division).

## Carrière
- 1992-1994 :  FC Barcelone B
- 1995-1999 :  FC Barcelone
- 1999-2003 :  Espanyol Barcelone
- 2003-2006 :  Villarreal CF
- 2006-2007 :  Ajax Amsterdam[1]

## Palmarès
Avec le FC Barcelone :
- Champion d'Espagne (2) : 1998 et 1999
- Vainqueur de la Coupe des coupes : 1997
- Vainqueur de la Coupe d'Espagne (2) : 1997 et 1998
- Vainqueur de la Supercoupe d'Espagne : 1999